# Guido Venegoni
Guido Venegoni (Legnano, 30 aprile 1919 – Mese, 7 gennaio 1987) è stato un politico, sindacalista e partigiano italiano.

## Biografia
Ultimo di sei fratelli: Maria, Gina, Pierino, Mauro e Carlo, questi ultimi due fra le figure di spicco dell'antifascismo milanese e lombardo. È lui stesso militante del Partito Comunista Italiano e attivo come partigiano: nel novembre del 1944, viene arrestato a Vimercate durante un'azione e liberato dopo un mese per l’intervento dell’arcivescovado. Poi continua a partecipare alla lotta partigiana, come combattente della 181ª Brigata Garibaldi nella Valle Olona. 
Dal 1945 inizia l'attività sindacale nella CGIL nella categoria dei tessili; dal 1948 è segretario generale della Camera del Lavoro provinciale di Vicenza (nella città veneta viene anche eletto consigliere comunale col PCI), mentre dal 1952 è segretario generale di quella di Bergamo. In seguito entra nella segreteria della Fiom di Milano, dal 1963 è membro della segreteria provinciale della Camera del Lavoro di Milano, di cui dal 1969 è segretario generale. 
Nel 1972 viene eletto deputato con il PCI nella circoscrizione Milano-Pavia, confermando il proprio seggio anche alle elezioni politiche del 1976. Conclude il mandato parlamentare nel 1979. 
Muore all'età di 67 anni, nel gennaio 1987.